# Аја Нуова-Сан Квирико (Фрозиноне)
Аја Нуова-Сан Квирико (итал. Aia Nuova-San Quirico) је насеље у Италији у округу Фрозиноне, региону Лацио.
Према процени из 2011. у насељу је живело 81 становника. Насеље се налази на надморској висини од 450 м.